# TNT 환산
TNT 환산(TNT換算, TNT equivalent)은 폭약의 폭발로 방출되는 에너지를 같은 에너지의 트라이나이트로톨루엔(TNT) 질량으로 환산하는 방법이다.
TNT 환산으로 얻어지는 질량은 TNT 당량(當量)이라고 한다. TNT 당량이 1 톤(= 1000 킬로그램)인 에너지는 "TNT 환산 1톤"이나 "TNT 1톤", 또는 단순히 "1 톤"이라고 하며, 필요에 따라 킬로(103), 메가(106) 등의 SI 접두어를 붙여 사용한다. 에너지의 단위로 쓰이며, TNT 1톤은 4.184 기가줄에 해당한다.
핵무기의 파괴력을 평가할 때, TNT 환산 킬로톤이나 메가톤으로 표현하는 것이 일반적이다 최근에는 소행성 충돌 등에서 발생하는 사건에도 TNT 환산 질량을 사용하기도 한다. 하지만 재래식 무기 중에 TNT가 가장 에너지 밀도가 높은 무기는 아니다. 예를 들어 다이너마이트는 kg 당 7.5 메가줄로, TNT의 4.184 MJ에 비해 60%가량 에너지 밀도가 높다.

## 유래
1945년 7월 16일, 미국에서 인류 최초의 원자폭탄 실험(트리니티 실험)을 실시했으나, 이에 앞서 5월 17일, 같은 장소에서 108 톤의 TNT 화약으로 예비 실험이 이루어졌다. 이후 핵무기의 폭발력을 측정하는 단위로 쓰이게 되었다.
히로시마에 투하된 리틀 보이는 약 TNT 15 킬로톤(63 TJ), 나가사키에 투하된 팻 맨은 약 TNT 20 킬로톤(84 TJ)의 위력을 갖는다.

## 정의
TNT 1 그램은 폭발 시에 2673–6702 줄의 에너지를 방출한다. TNT 1 톤을 정의하기 위해, 1 그램 TNT = 4184 I로 임의로 표준화했다. 이는 TNT 1 그램에서 에너지가 정확히 1 킬로칼로리가 되도록 정한 것이다.
| TNT 질량     | 기호 | TNT 톤         | 기호 | 에너지                       | 질량 손실 |
| ------------ | ---- | -------------- | ---- | ---------------------------- | --------- |
| TNT 그램     | g    | TNT 마이크로톤 | μt   | 4.184×103 J or 4.184 킬로줄  | 46.55 pg  |
| TNT 킬로그램 | kg   | TNT 밀리톤     | mt   | 4.184×106 J or 4.184 메가줄  | 46.55 ng  |
| TNT 메가그램 | Mg   | TNT 톤         | t    | 4.184×109 J or 4.184 기가줄  | 46.55 μg  |
| TNT 기가그램 | Gg   | TNT 킬로톤     | kt   | 4.184×1012 J or 4.184 테라줄 | 46.55 mg  |
| TNT 테라그램 | Tg   | TNT 메가톤     | Mt   | 4.184×1015 J or 4.184 페타줄 | 46.55 g   |
| TNT 페타그램 | Pg   | TNT 기가톤     | Gt   | 4.184×1018 J or 4.184 엑사줄 | 46.55 kg  |

## 다른 단위 변환
1톤 TNT 등가물은 대략 다음과 같다.
- 1.0×109 칼로리[3]
- 4.184×109 줄[4]
- 3.96831×106 영국 열량 단위[5]
- 3.086×109 풋파운드[6]
- 1.162×103 킬로와트시[7]

## 같이 보기
- 트라이나이트로톨루엔
- 메가톤
- 핵출력